# فرودگاه لیندزی
فرودگاه لیندزی (به انگلیسی: Lindsay Airport) یک فرودگاه همگانی است که یک باند فرود چمن دارد و طول باند آن ۸۱۳ متر است. این فرودگاه در کشور کانادا قرار دارد و در ارتفاع ۲۷۳ متری از سطح دریا واقع شده است.